# Козаче (Уманський район)
Коза́че — село в Україні, у Христинівській міській громаді Уманського району Черкаської області. Розташоване за 7 км на захід від міста Христинівка. На околиці села знаходиться зупинний пункт Козачий Хутір. Населення становить 275 осіб.

## Історія
Під час Голодомору 1932—1933 років, тільки за офіційними даними, від голоду померло 13 мешканців села.

## Відомі люди
- Оленович Іван Федорович (1934—2004) — український військовий, доктор технічних наук.

## Галерея

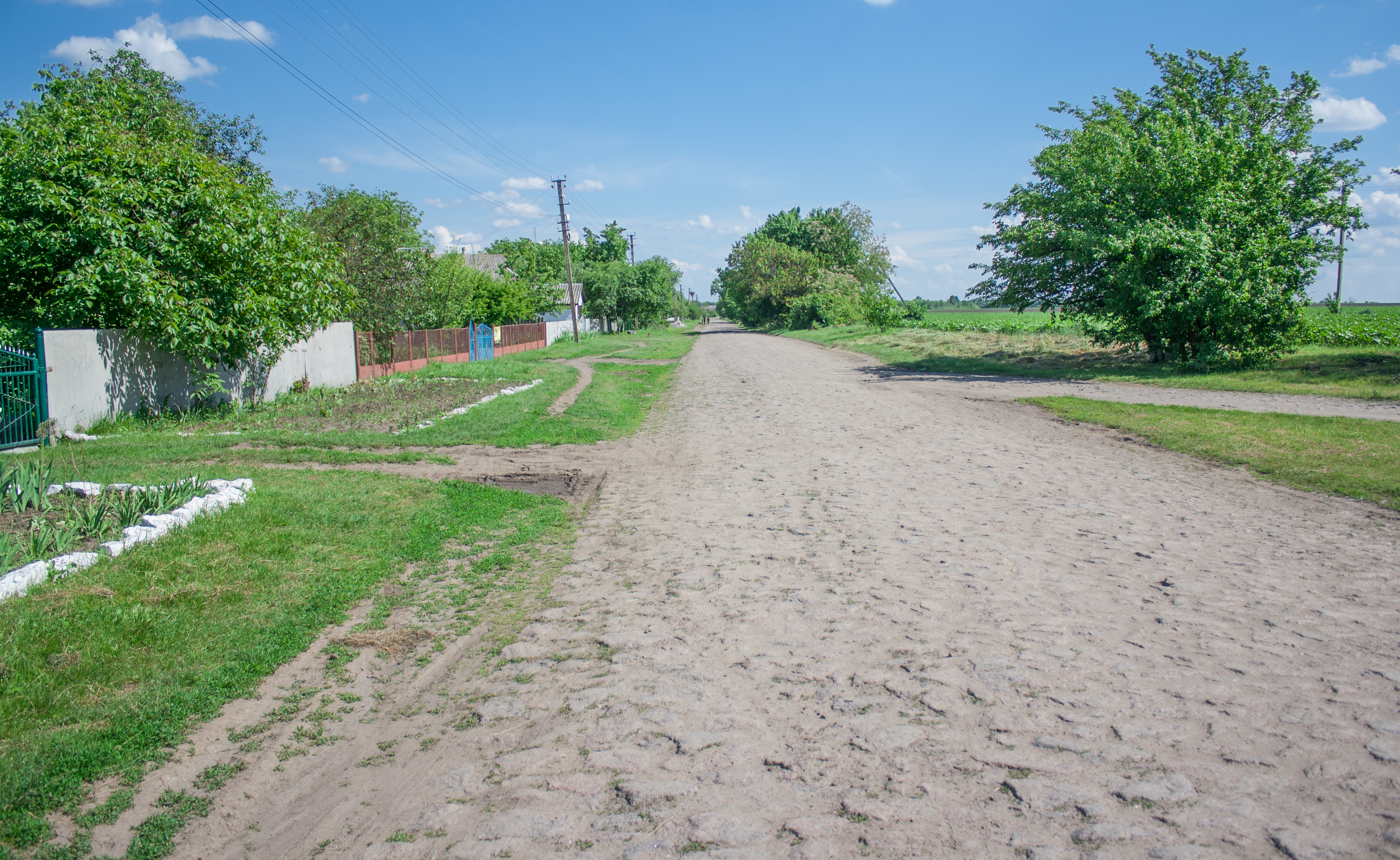
Вулиця Шевченка
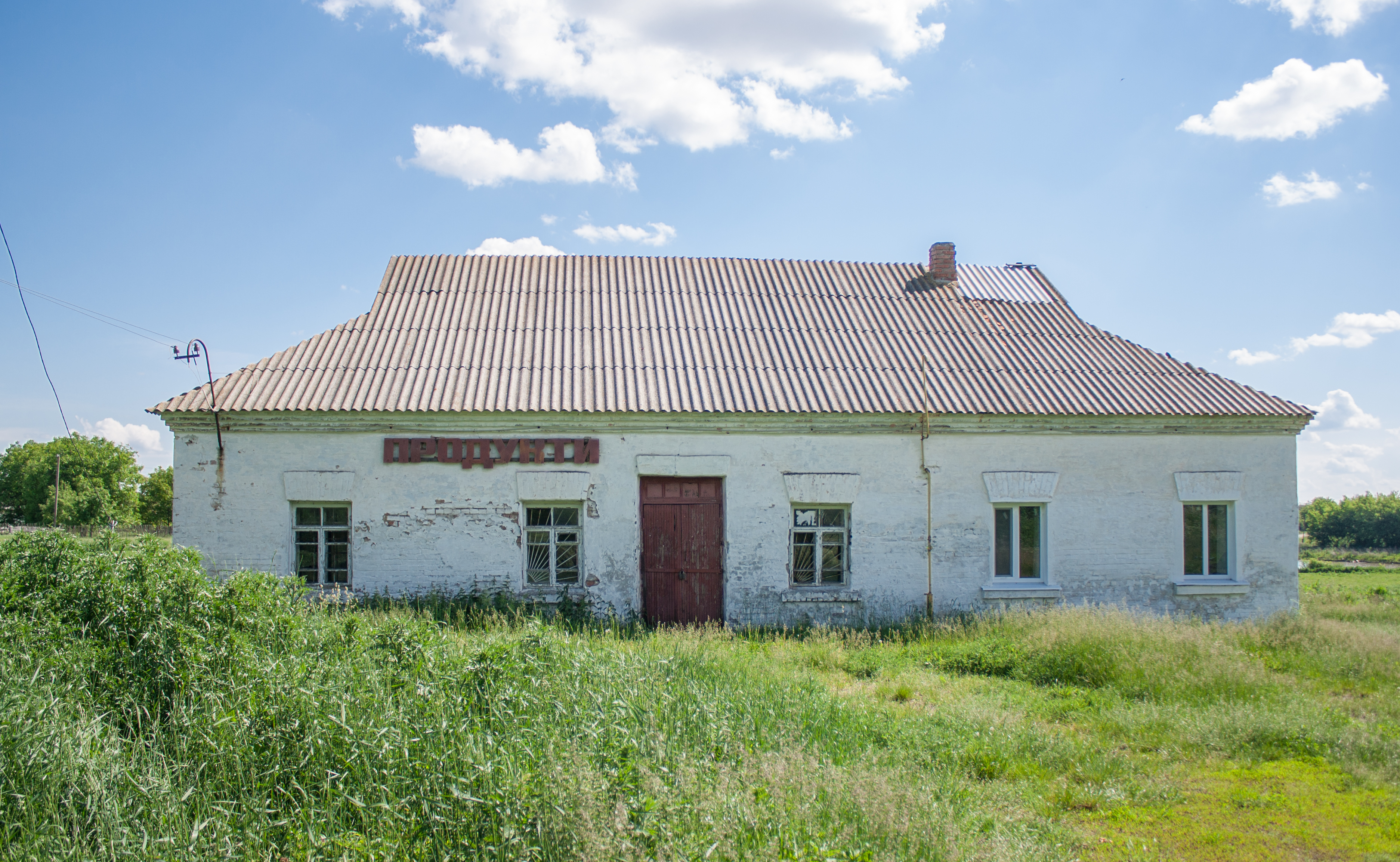
Магазин
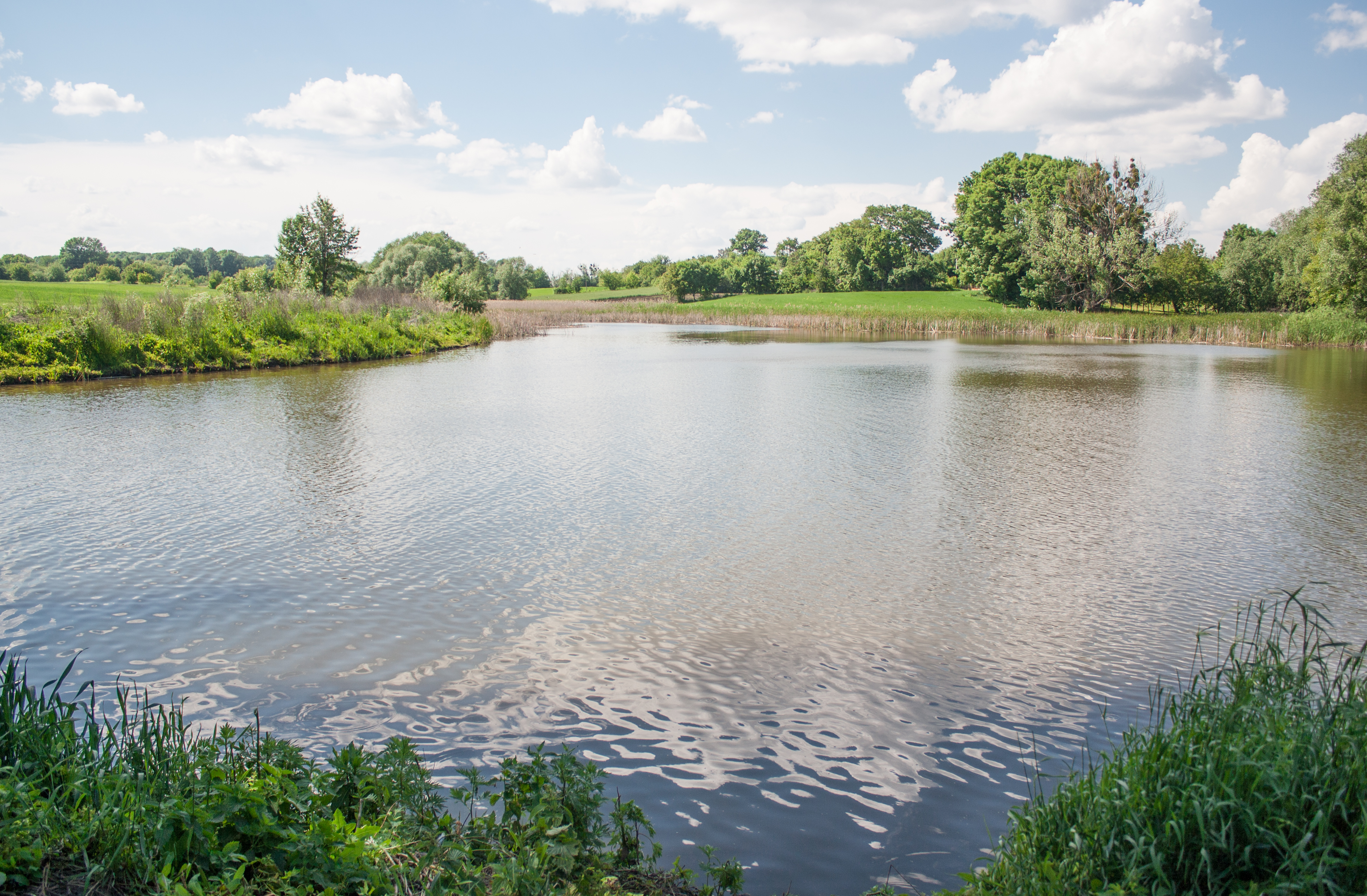
Ставок